# 牛ぺぺ
牛ぺぺ（ぎゅうぺぺ）は吉本興業（大阪本社）所属のお笑いコンビ。NSC大阪校32期生。主によしもと漫才劇場で活動している。

## メンバー
おねえちゃん（1984年9月30日 - ）（40歳）
- 大阪府出身。ツッコミ担当、立ち位置は向かって左[2]。
- 本名、木村 将基（きむら まさき）[3][4]
- 芸名の由来は「女性が好きだから」[5]。辻（ニッポンの社長）が命名したものだが、ゆたかによると実際はそうでもないとのこと[6]。
- 趣味はパチンコ、特技はスケボー[1]。
- 身長は170 cm、体重は57 kg。血液型はO型[1]。
- 大学に9年間通い中退している[6]。
- 辻（ニッポンの社長）とコンビ「田園」を[7]、江原（ザ・布団）とコンビ「ジャンゴ」を組んでおり（東京吉本の同名コンビとは別）、ジャンゴとしてはM-1グランプリの3回戦に進出した経験を持つ[8]。

ゆたか（1985年11月9日 - ） （39歳）
- 大阪府出身。ボケ担当、立ち位置は向かって右[2]。
- 本名、山本 裕（やまもと ゆたか）[4]
- 趣味は筋トレ。特技はパスタ作り[1]。
- 身長は173 cm、体重は62 kg。血液型はAB型[1]。
- きむきむ（パーティーパーティー）と「モスラーズ」というコンビを組んでいたことがある。
- かつてイタリアンの店でシェフとして働いていたことがあり副料理長まで上り詰めたことがある[9]。

## 概要
両者とも大阪NSC32期出身。別コンビにて活動の後、解散してピン芸人となっていた2人が「ゆたかときむら」として2015年にコンビを結成するも翌年に解散。その後、2019年におねえちゃんからコンビ再結成の申し出がありコンビを再結成。
M-1グランプリでは2015・2019・2021 - 2024年大会で3回戦に進出。2025年には、日本一早い賞レース「100×100」で優勝した。同年2月には、コンビ初の単独ライブ「設定と切り口」を開催。
コンビ名の由来はお互いの好物を合わせたものになっている。おねえちゃんが牛丼、ゆたかがペペロンチーノである。
コンビ揃ってパスタ作りが得意であり、ゆたかが上記の通りイタリアンレストランで働いており企業内のパスタ作りコンテストで優勝する程の腕前を持ち、おねえちゃんは我流で10年近くパスタを作っており1からソースを作る程の腕前を持っている。
2022年10月に行われたよしもと漫才劇場のグランドバトルにおいて第6位となり、翌11月からよしもと漫才劇場に所属。

## 賞レース戦歴

### M-1グランプリ
| 年度             | 結果      | エントリー No. | 会場                                   | 日程     | 備考                                                   |
| ---------------- | --------- | -------------- | -------------------------------------- | -------- | ------------------------------------------------------ |
| 2015年（第11回） | 3回戦進出 | 10             | 【大阪】よしもと漫才劇場               | 10月26日 | 「ゆたかときむら」として出場                           |
| 2019年（第15回） | 3回戦進出 | 2586           | 【大阪】大丸心斎橋劇場                 | 10月29日 |                                                        |
| 2020年（第16回） | 2回戦進出 | 372            | 【大阪】COOL JAPAN PARK OSAKA SSホール | 10月29日 | 1回戦2位通過                                           |
| 2021年（第17回） | 3回戦進出 | 65             | 【京都】よしもと祇園花月               | 10月27日 | 1回戦1位通過                                           |
| 2022年（第18回） | 3回戦進出 | 120            | 【大阪】よしもと漫才劇場               | 10月24日 | 1回戦3位通過                                           |
| 2023年（第19回） | 3回戦進出 | 2403           | 【京都】よしもと祇園花月               | 10月29日 |                                                        |
| 2024年（第20回） | 3回戦進出 | 895            | 【大阪】COOL JAPAN PARK OSAKA TTホール | 10月28日 | YouTube上に公開されていた3回戦の動画ではネタ全カット。 |

### その他
- 2025年 100×100 優勝[16]

## 出演

### テレビ
- 漫才だけでも覚えて帰ってください。（BSよしもと、2025年8月10日） - コンビ初の冠番組[17]

## 単独ライブ
2025年
- 2月24日「設定と切り口」（よしもと漫才劇場）- コンビ初の単独ライブ